# Giulio Cesare Amidano
Giulio Cesare Amidano (Parma, 27 ottobre 1566 – Parma, 22 giugno 1630) è stato un pittore italiano.

## Biografia
Si formò sull'esempio di Bartolomeo Schedoni e Annibale Carracci. È talvolta ricordato con il nome di Pomponio, che era quello di un  suo fratello notaio.
Tra le sue opere: Giobbe sul letamaio, realizzato per l'oratorio di San Giobbe, e poi trasferito in San Giuseppe; la Sacra Famiglia, angeli e i santi Genesio, Francesco e Agnese, dipinto per la chiesa di Santa Maria in borgo Taschieri e ora nella Galleria nazionale di Parma; sempre in Galleria nazionale, il Cristo deposto e il Ritratto di uno scultore; una Sacra Famiglia nel Museo di Capodimonte a Napoli; il Martirio di san Pietro, affrescato nel 1612 nell'abside della chiesa parrocchiale di Vigatto; le Nozze mistiche di santa Caterina con i santi Carlo Borromeo e Francesco d'Assisi, realizzato nel 1616 per l'oratorio dei Rossi; due versioni delle Nozze mistiche di Santa Caterina, derivate da un dipinto di Annibale Carracci conservato nel Palazzo Reale di Napoli, una in Galleria nazionale a Parma, l'altra nella pieve di Barbiano, presso Felino.